# Draft de la NBA G League de 2022
El Draft de la NBA G League de 2022 se celebró el día 22 de octubre de 2022. Constó de tres rondas.

## Selecciones del draft
|  | Denota jugador que ha sido seleccionado para un NBA Development League All-Star Game(s)                                         |
|  | Denota jugador que ha sido seleccionado para un NBA Development League All-Star Game(s) y también elegido en el Draft de la NBA |
|  | Denota jugador elegido también en el Draft de la NBA                                                                            |

### Primera ronda
| Pick | Jugador           | Pos.  | Nacionalidad                     | Equipo                | Universidad / Club |
| ---- | ----------------- | ----- | -------------------------------- | --------------------- | ------------------ |
| 1    | Sam Merrill†      | Base  | Estados Unidos                   | Cleveland Charge      | Utah State         |
| 2    | Joe Wieskamp†     | Base  | Estados Unidos                   | Wisconsin Herd        | Iowa               |
| 3    | Aaron Wheeler     | Alero | Estados Unidos                   | Greensboro Swarm      | St. John's         |
| 4    | Jared Rhoden      | Base  | Estados Unidos                   | College Park Skyhawks | Seton Hall         |
| 5    | Jericole Hellems  | Alero | Estados Unidos                   | Oklahoma City Blue    | NC State           |
| 6    | Kadeem Jack       | Pívot | Trinidad y Tobago Estados Unidos | Sioux Falls Skyforce  | Rutgers            |
| 7    | Terrell Brown Jr. | Base  | Estados Unidos                   | College Park Skyhawks | Washington         |
| 8    | Michael Weathers  | Base  | Estados Unidos                   | Oklahoma City Blue    | SMU                |
| 9    | Taze Moore        | Base  | Estados Unidos                   | Texas Legends         | Houston            |
| 10   | Amauri Hardy      | Base  | Estados Unidos                   | Texas Legends         | Oregon             |
| 11   | Ty Gordon         | Base  | Estados Unidos                   | Memphis Hustle        | Nicholls           |
| 12   | Mamoudou Diarra   | Alero | Mali                             | Iowa Wolves           | Tennessee Tech     |
| 13   | Abu Kigab         | Alero | Canadá                           | Fort Wayne Mad Ants   | Boise State        |
| 14   | Warith Alatishe   | Alero | Nigeria Estados Unidos           | Ontario Clippers      | Oregon State       |
| 15   | Mayan Kiir        | Alero | Sudán del Sur Estados Unidos     | Westchester Knicks    | New Mexico State   |
| 16   | Theo John         | Pívot | Estados Unidos                   | Capital City Go-Go    | Duke               |
| 17   | Nate Roberts      | Pívot | Estados Unidos                   | South Bay Lakers      | Washington         |
| 18   | Keith Williams    | Base  | Estados Unidos                   | Memphis Hustle        | Cincinnati         |
| 19   | Taz Sherman       | Base  | Estados Unidos                   | Long Island Nets      | West Virginia      |
| 20   | Devon Daniels     | Base  | Estados Unidos                   | Raptors 905           | NC State           |
| 21   | Jai Smith         | Alero | Estados Unidos                   | Sioux Falls Skyforce  | Overtime Elite     |
| 22   | Adrian Delph      | Base  | Estados Unidos                   | College Park Skyhawks | Appalachian State  |
| 23   | Tyrn Flowers      | Alero | Estados Unidos                   | Wisconsin Herd        | LIU                |
| 24   | Nick King         | Alero | Estados Unidos                   | Windy City Bulls      | Middle Tennessee   |
| 25   | David Collins     | Base  | Estados Unidos                   | Ontario Clippers      | Clemson            |
| 26   | Derek Culver      | Pívot | Estados Unidos                   | Delaware Blue Coats   | West Virginia      |
| 27   | Ryan Turell       | Alero | Estados Unidos                   | Motor City Cruise     | Yeshiva            |
| 28   | Tom Digbeu        | Base  | Francia                          | Motor City Cruise     | Australia          |
| 29   | Kendall Smith     | Base  | Estados Unidos                   | Maine Celtics         | Oklahoma State     |

### Segunda ronda
| Pick | Jugador         | Pos.  | Nacionalidad             | Equipo                        | Universidad / Club      |
| ---- | --------------- | ----- | ------------------------ | ----------------------------- | ----------------------- |
| 1    | Rashad Vaughn†  | G     | Estados Unidos           | Cleveland Charge              | UNLV                    |
| 2    | Jassel Perez    | G     | República Dominicana     | Capitanes de Ciudad de México | República Dominicana    |
| 3    | Tyson Jolly     | G     | Estados Unidos           | Greensboro Swarm              | Iona                    |
| 4    | Hasahn French   | Alero | Estados Unidos           | Raptors 905                   | Saint Louis             |
| 5    | –               | –     | –                        | Greensboro Swarm              | –                       |
| 6    | Landon Kirkwood | Base  | Estados Unidos           | Sioux Falls Skyforce          | Barry                   |
| 7    | Justin Kier     | Base  | Estados Unidos           | Austin Spurs                  | Arizona                 |
| 8    | –               | –     | –                        | Iowa Wolves                   | –                       |
| 9    | Jayce Johnson   | Pívot | Estados Unidos           | Santa Cruz Warriors           | Marquette               |
| 10   | –               | –     | –                        | Delaware Blue Coats           | –                       |
| 11   | Remy Martin     | Base  | Estados Unidos Filipinas | Cleveland Charge              | Kansas                  |
| 12   | Noah Starkey    | Pívot | Estados Unidos           | Oklahoma City Blue            | Southern Nazarene       |
| 13   | Philip Flory    | Base  | Estados Unidos           | Oklahoma City Blue            | Wisconsin–Stevens Point |
| 14   | Zak Irvin       | Base  | Estados Unidos           | Maine Celtics                 | Michigan                |
| 15   | Jahvon Blair    | Base  | Canadá                   | Westchester Knicks            | Georgetown              |
| 16   | Brandon McCoy   | Pívot | Estados Unidos           | Sioux Falls Skyforce          | UNLV                    |
| 17   | John Meeks      | Base  | Estados Unidos           | South Bay Lakers              | College of Charleston   |
| 18   | Seth Allen      | Base  | Estados Unidos           | Stockton Kings                | Virginia Tech           |
| 19   | Norris Cole†    | Base  | Estados Unidos           | Grand Rapids Gold             | Cleveland State         |
| 20   | –               | –     | –                        | Memphis Hustle                | –                       |
| 21   | Austin Trice    | Alero | Estados Unidos           | Stockton Kings                | Old Dominion            |
| 22   | –               | –     | –                        | College Park Skyhawks         | –                       |
| 23   | –               | –     | –                        | Greensboro Swarm              | –                       |
| 24   | Isaac Johnson   | Alero | Estados Unidos           | Stockton Kings                | Appalachian State       |
| 25   | Elijah Lufile   | Alero | Canadá                   | Salt Lake City Stars          | Oral Roberts            |
| 26   | –               | –     | –                        | Delaware Blue Coats           | –                       |
| 27   | Eron Gordon     | Base  | Estados Unidos           | Rio Grande Valley Vipers      | Valparaiso              |
| 28   | Jack Nolan      | Base  | Estados Unidos           | Santa Cruz Warriors           | Washington–St. Louis    |
| 29   | Armon Fletcher  | Base  | Estados Unidos           | Salt Lake City Stars          | Southern Illinois       |